# Сочі

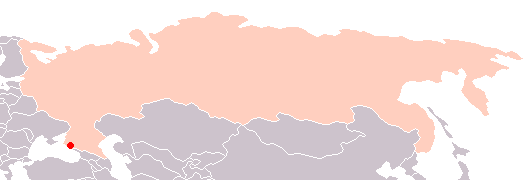
Місцерозташування Сочі

Со́чі (рос. Сочи, абх. Шәача, адиг. і кабард. Щачэ
, груз. і мегр. სოჭი) — курортне місто на чорноморському узбережжі Західного Кавказу в Краснодарському краї Росії. Утворює муніципальне утворення місто-курорт Сочі. Є найбільшим курортним містом Росії, а також великим економічним центром чорноморського узбережжя Росії, неофіційно іменується літньою, південною та курортною «столицею» Росії.
Постійне населення в межах міста — 444 989 осіб (на 1 січня 2024 року). Займає 5-е місце серед міст Південного федерального округу (після Ростова-на-Дону, Волгограда, Краснодара, Астрахані) та 48-е місце за чисельністю населення в Росії. Серед міст на Чорному морі Сочі посідає 3-е місце, поступаючись Одесі, Самсуну, і трохи випереджаючи Севастополь, Трабзон і Варну.
Місто-курорт Сочі налічує понад 444 тисяч осіб. Сочі — місто крайового підпорядкування. З 27 серпня 1948 року до 3 червня 1958 року було містом республіканського підпорядкування (як Москва, Ленінград, Київ і Севастополь).
Муніципальне утворення місто-курорт Сочі (відоме також неофіційно як Велике Сочі) займає прибережну смугу близько 105 км (відстань у 140 км, що часто трапляється в літературі, вимірювалася старою автодорогою), простягається від річки Шепсі (на північному заході) до річки Псоу (державного кордону з Грузією), на південному сході.
15 вересня 2009 року Сочі вступило до Всесвітнього союзу олімпійських міст і 2014 року в Адлерському районі міста (в Адлері та в селищі Красна Поляна, що за 39 км від берега Чорного моря). У 2018 році проводилися матчі чемпіонату світу з футболу.
Дата заснування Сочі — 21 квітня (старого стилю) 1838 року.

## Загальна інформація
Площа Сочі близько 350 000 га. Протяжність міської території 146 км (федеральною автодорогою Джубга — Сухумі), яка йде гірськими долинами аж до Головного Кавказького хребта на відстань від 40 до 60 км. Із загальної площі міста тільки 250 км² перебуває під забудовою. Міська агломерація Велике Сочі — найбільше міське утворення Росії за площею, в 3,5 раза більше, ніж Москва. Недоторкані колхидські ліси Західного Кавказу (Кавказький державний біосферний заповідник) вважаються територією міста. Місто розташовується на географічній широті Ніцци і Торонто.
2007 місто на конференції МОК в Гватемалі обране столицею зимової Олімпіади-2014.

## Клімат
Сочі, як і вся частина російського чорноморського узбережжя південніше Туапсе, розташоване в зоні вологих субтропіків, що сильно відрізняє цей район від північнішої частини узбережжя від Анапи до Туапсе, де переважає типовий напівсухий середземноморський клімат. Подібний клімат спостерігається в сусідній Абхазії, а також на південному сході США (штати Міссісіпі, Луїзіана, Алабама, Джорджія). Подібний тип клімату сприяє культивації різного роду субтропічних та помірних культур. Оскільки Сочі розташоване на північній межі субтропіків, взимку тут можливі заморозки та снігопади.
- Середньорічна температура — +14.2 C°
- Середньорічна швидкість вітру — 2,2 м/с
- Середньорічна вологість повітря — 74 %

| Клімат Сочі                                                                           | Клімат Сочі | Клімат Сочі | Клімат Сочі | Клімат Сочі | Клімат Сочі | Клімат Сочі | Клімат Сочі | Клімат Сочі | Клімат Сочі | Клімат Сочі | Клімат Сочі | Клімат Сочі | Клімат Сочі |
| Показник                                                                              | Січ.        | Лют.        | Бер.        | Квіт.       | Трав.       | Черв.       | Лип.        | Серп.       | Вер.        | Жовт.       | Лист.       | Груд.       | Рік         |
| Абсолютний максимум, °C                                                               | 21,2        | 23,5        | 30,0        | 31,7        | 34,7        | 35,2        | 39,4        | 38,5        | 36,0        | 32,1        | 29,1        | 23,5        | 39,4        |
| Середній максимум, °C                                                                 | 9,6         | 9,9         | 12,2        | 16,6        | 20,6        | 24,6        | 27,4        | 27,9        | 24,7        | 20,4        | 15,3        | 11,8        | 18,4        |
| Середня температура, °C                                                               | 6,1         | 6,0         | 8,2         | 12,1        | 16,0        | 20,2        | 23,2        | 23,6        | 20,0        | 15,8        | 11,1        | 8,1         | 14,2        |
| Середній мінімум, °C                                                                  | 3,6         | 3,3         | 5,2         | 9,0         | 12,7        | 16,7        | 19,7        | 19,9        | 16,4        | 12,5        | 8,1         | 5,5         | 11,1        |
| Абсолютний мінімум, °C                                                                | −13,4       | −12,6       | −7          | −5          | 3,0         | 7,1         | 12,6        | 10,4        | 2,7         | −3,2        | −5,4        | −8,3        | −13,4       |
| Температура води, °C                                                                  | 10,6        | 9,4         | 9,4         | 11,5        | 17,3        | 22,9        | 25,6        | 26,9        | 24,7        | 20,5        | 16,4        | 12,8        | 17,3        |
| Середня кількість сонячних годин на місяць                                            | 96          | 105         | 145         | 161         | 221         | 258         | 279         | 281         | 226         | 195         | 121         | 86          | 2174        |
| Норма опадів, мм                                                                      | 184         | 135         | 121         | 120         | 110         | 104         | 128         | 121         | 127         | 167         | 201         | 185         | 1703        |
| Днів з дощем                                                                          | 19          | 18          | 18          | 18          | 16          | 14          | 11          | 10          | 13          | 15          | 17          | 20          | 189         |
| Днів зі снігом                                                                        | 6           | 6           | 3           | 0,3         | 0           | 0           | 0           | 0           | 0           | 0           | 1           | 4           | 20          |
| Вологість повітря, %                                                                  | 73          | 72          | 72          | 75          | 79          | 79          | 79          | 78          | 76          | 76          | 74          | 72          | 75          |
| ------------------------------------------------------------------------------------- | ----------- | ----------- | ----------- | ----------- | ----------- | ----------- | ----------- | ----------- | ----------- | ----------- | ----------- | ----------- | ----------- |
| Джерело: Pogoda.ru.net NOAA (сонце, 1961—1990) russia.pogoda360.ru (температура води) |             |             |             |             |             |             |             |             |             |             |             |             |             |

## Історія
Місто Сочі засноване 1838 року як форт Олександрія, паралельно були засновані форти: 1837 р. — Святого Духу (теперішній Адлер), 1839 р.— Лазаревський і Головінський, що стали згодом селищами Лазаревське і Головінка.
Російські фортеці були побудовані на землях трьох депортованих кавказьких народів — садзів (Святого Духу), убихів (Олександрія і Головінський) і шапсугів (Лазаревський). У 1839 форт Олександрія перейменований в Навагинську фортецю, в ході Кримської війни залишений, 1864 року відбудований наново як Пост Даховський. З 1874 — Даховський Посад, з 1896 року — Сочі (за назвою річки Сочі, на берегах якої стояло селище).
Під час першої російської революції 1905 року у Сочі була проголошена Сочинська республіка.
1917 року Сочі було присвоєно статус міста. Під час Російської революції на місто претендували Кубанська Народна Республіка (а відтак і українські держави), Південно-Східний Союз, Горська республіка, Грузинська Демократична Республіка. Більшовики (Кубано-Чорноморська Радянська Республіка) контролювали місто навесні 1918 року, влітку того ж року грузинські війська вибили їх з Сочі, яке було включено до складу ГрДР. Взимку 1918—1919 років, коли Центральні Держави більше не могли гарантувати безпеку кордонів Грузії, білі Збройні сили Півдня Росії розвернули наступ на Сочі, зайняли місто і витіснили грузинські війська до Абхазії. Ці події увійшли до історії під назвою Сочинський конфлікт. Навесні 1920 року Червона армія витісняє ЗСПР до Криму, остаточно встановивши владу більшовиків.

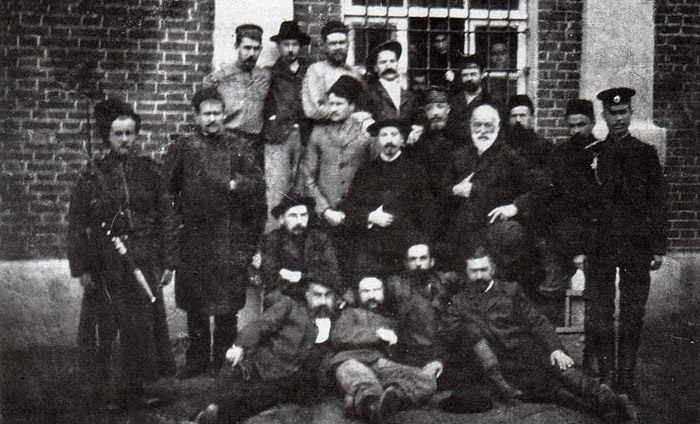
Сочинська республіка була проголошена під час революції 1905 року в Російській імперії
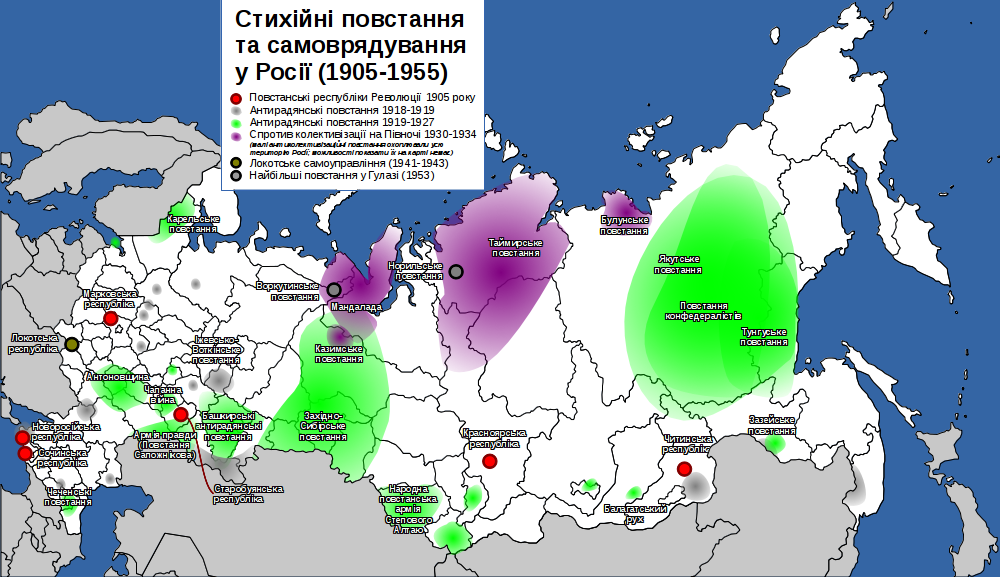
Сочинська республіка на карті стихійних повстань у Росії

У 1935 над долиною річки Верещагінки побудований Світланінський віадук, що з'єднав центральну частину міста з мікрорайоном Світлана.
З 1937 року Сочі — в складі Краснодарського краю. До складу Великого Сочі був включений ліквідований Шапсугський національний район.
11 січня 2025 року були зафіксовані 2 землетруси.

## Територіальний поділ
1. Адлерський район
2. Лазаревський район
3. Хостинський район
4. Центральний район

Все узбережжя перетворене на курортну смугу, найбільшу в СРСР; лікувальні фактори: лагідний клімат вологих субтропіків, морські купелі, сірководневі джерела в Мацесті; сезон — цілий рік.
Понад 50 курортних установ, харчова промисловість; театр, краєзнавчий музей, дім-музей М. Островського, дендрарій.

## Населення

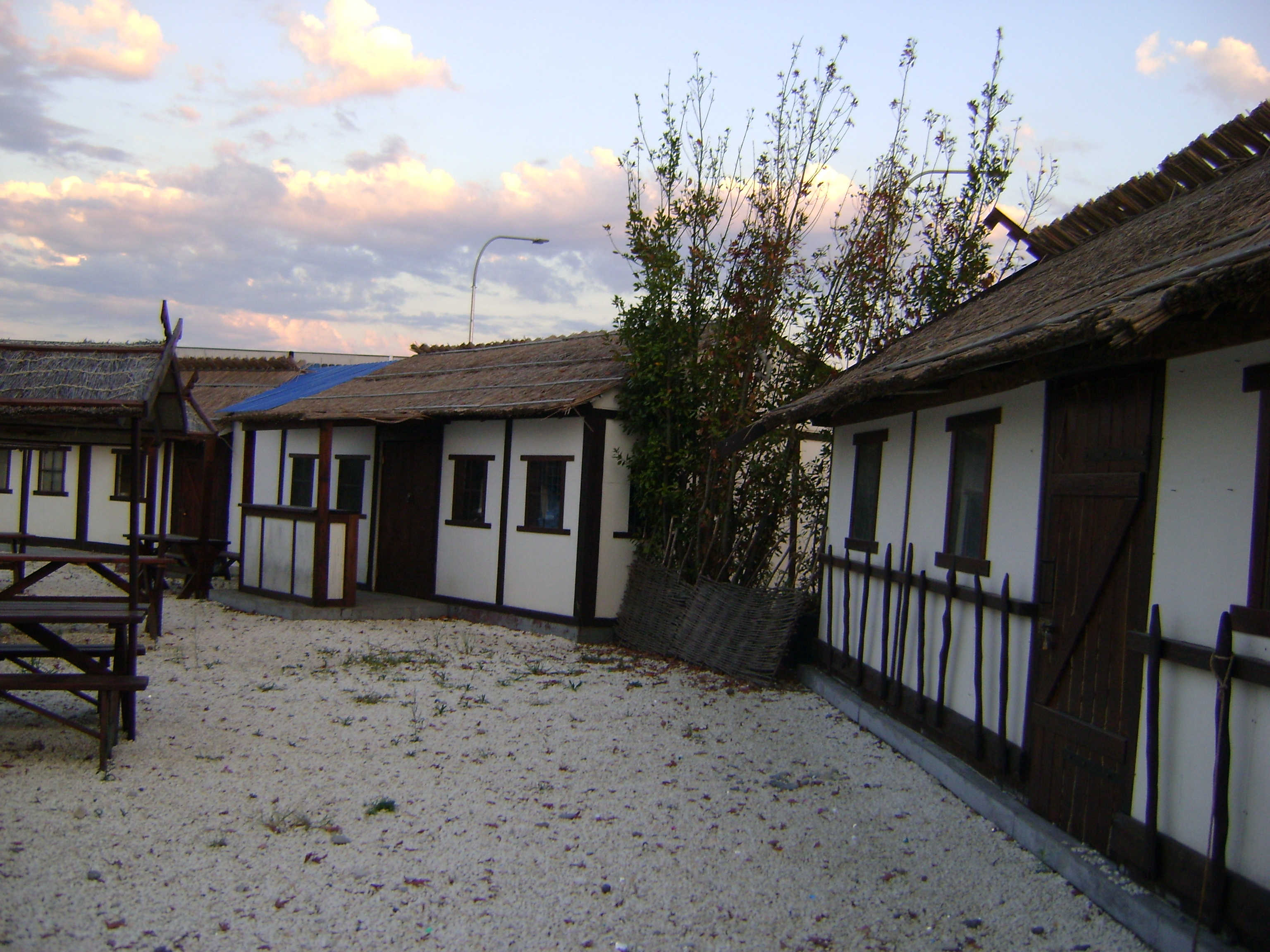
Імітація кубанського хутора в Сочі-Парку.

До 1864 року населення Південного схилу Великого Кавказу досягало 300.000 чоловік (в основному — корінних шапсугів та убихів), що спочатку сповідали християнство зі змішанням місцевого шаманізму та спіритизму (у всі часи Візантії), а потім, в епоху Османської імперії, перейшли в іслам.
За переписом 1897 року у місті проживало 1 352 особи. Розподіл населення за мовою згідно з переписом 1897 року:
| Мова        | Осіб  | Відсоток |
| ----------- | ----- | -------- |
| російська   | 513   | 37,94 %  |
| українська  | 269   | 19,90 %  |
| мегрельська | 163   | 12,06 %  |
| вірменська  | 81    | 5,99 %   |
| турецька    | 74    | 5,47 %   |
| грузинська  | 57    | 4,22 %   |
| німецька    | 53    | 3,92 %   |
| інші        | 142   | 10,50 %  |
| Разом       | 1 352 | 100 %    |

За даними на 1900 рік, в населенні Великого Сочі, що становило лише 10 % від довоєнного (33 тис. чоловік) найбільшими етнічними групами були: росіяни, українці та білоруси — 20,265 (61,4 %), греки — 5,583 (16,9 %), черкеси — 2,052 (6,2 %), вірмени — 1,305 (4,0 %), молдовани — 1,038 (3,1 %), імеретини — 975 (3,0 %), чехи — 826 (2,5 %).
|                                | населення | росіяни | вірмени | українці | грузини | адиги  | греки  | білоруси |
| ------------------------------ | --------- | ------- | ------- | -------- | ------- | ------ | ------ | -------- |
| м. Сочі                        | 328.809   | 73,3 %  | 14,3 %  | 4,0 %    | 2,4 %   | 0,9 %  | 0,8 %  | 0,7 %    |
| смт. Красна Поляна             | 3.969     | 73,9 %  | 1,8 %   | 4,2 %    | 2,3 %   | 0,1 %  | 14,2 % | 0,5 %    |
| с. Веселе                      | 4.134     | 40,2 %  | 50,7 %  | 1,8 %    | 2,1 %   | 0,2 %  | 0,4 %  | 0,2 %    |
| с. Високе                      | 3.051     | 23,6 %  | 68,9 %  | 2,1 %    | 0,7 %   | 10,0 % | 3,2 %  | 0,3 %    |
| с. Горне Лоо                   | 3.116     | 31,0 %  | 63,1 %  | 2,9 %    | 0,3 %   | 0,2 %  | 0,1 %  | 0,2 %    |
| с. Нижньошиловське             | 5.025     | 9,7 %   | 86,8 %  | 0,7 %    | 0,6 %   | 0,1 %  | 0,2 %  | 0,3 %    |
| с. Орел-Ізумруд                | 4.555     | 76,1 %  | 13,0 %  | 3,2 %    | 3,6 %   | 0,1 %  | 1,4 %  | 0,5 %    |
| інші села                      | 44.444    | 37,6 %  | 49,4 %  | 2,1 %    | 2,7 %   | 4,5 %  | 1,1 %  | 0,4 %    |
| Сочінська міська адміністрація | 397.103   | 67,5 %  | 20,2 %  | 3,7 %    | 2,3 %   | 1,2 %  | 0,9 %  | 0,6 %    |

Динаміка населення Сочі за 1897–2013 роки:
| Рік                            | 1897  | 1926   | 1939   | 1959    | 1979    | 1989    | 2002    | 2006    | 2007    | 2008    | 2009    | 2010    | 2012    | 2013    |
| ------------------------------ | ----- | ------ | ------ | ------- | ------- | ------- | ------- | ------- | ------- | ------- | ------- | ------- | ------- | ------- |
| Сочинська міська адміністрація |       | 13 000 |        | 127 000 |         |         | 397 103 | 395 012 | 402 043 | 406 800 | 410 987 | 420 589 | 437 604 | 445 209 |
| м. Сочі                        | 1 352 | 10 376 | 71 307 | 95 234  | 287 353 | 336 514 | 328 809 | 329 481 | 331 059 | 334 282 | 337 947 | 343 334 | 360 324 | 368 011 |

## Релігія
У місті більше 30 православних храмів і каплиць різної обрядовості, що належать, згідно з канонічним законом, до Російської православної церкви.
Значну частину парафіян єдиного католицького храму Святих Апостолів Симона і Тадея складають вірмено-католики, вихідці з Месхетії. Друга за чисельністю частина прихильників римсько-католицької конфесії — вихідці з України й Білорусі, які мають польське коріння, а також росіяни, українці та ін. Існують римсько-католицькі парафії в Адлері і Лазаревському.
Основна частина вірменського населення є прихильниками Вірменської апостольської церкви. У Сочі розташований центр вірменської вікарної єпархії, яка об'єднує 4 приходи на території міста.
Одним з основних питань у житті мусульманської громади Сочі останніх років є будівництво великої Соборної мечеті в центрі міста. Ця проблема актуальна для 5 % населення міста (адигейці, татари, кабардинці, азербайджанці, турки та ін.) Мечеть, що існує в аулі Тхагапш, невелика і важкодоступна для більшості прихожан. На початку 2008 досягнута домовленість зі спонсором з Об'єднаних Арабських Еміратів про виділення грошей на будівництво в Сочі (в мікрорайоні Битха) Соборної мечеті. Глава сочинських мусульман — Саїд Курбанов.

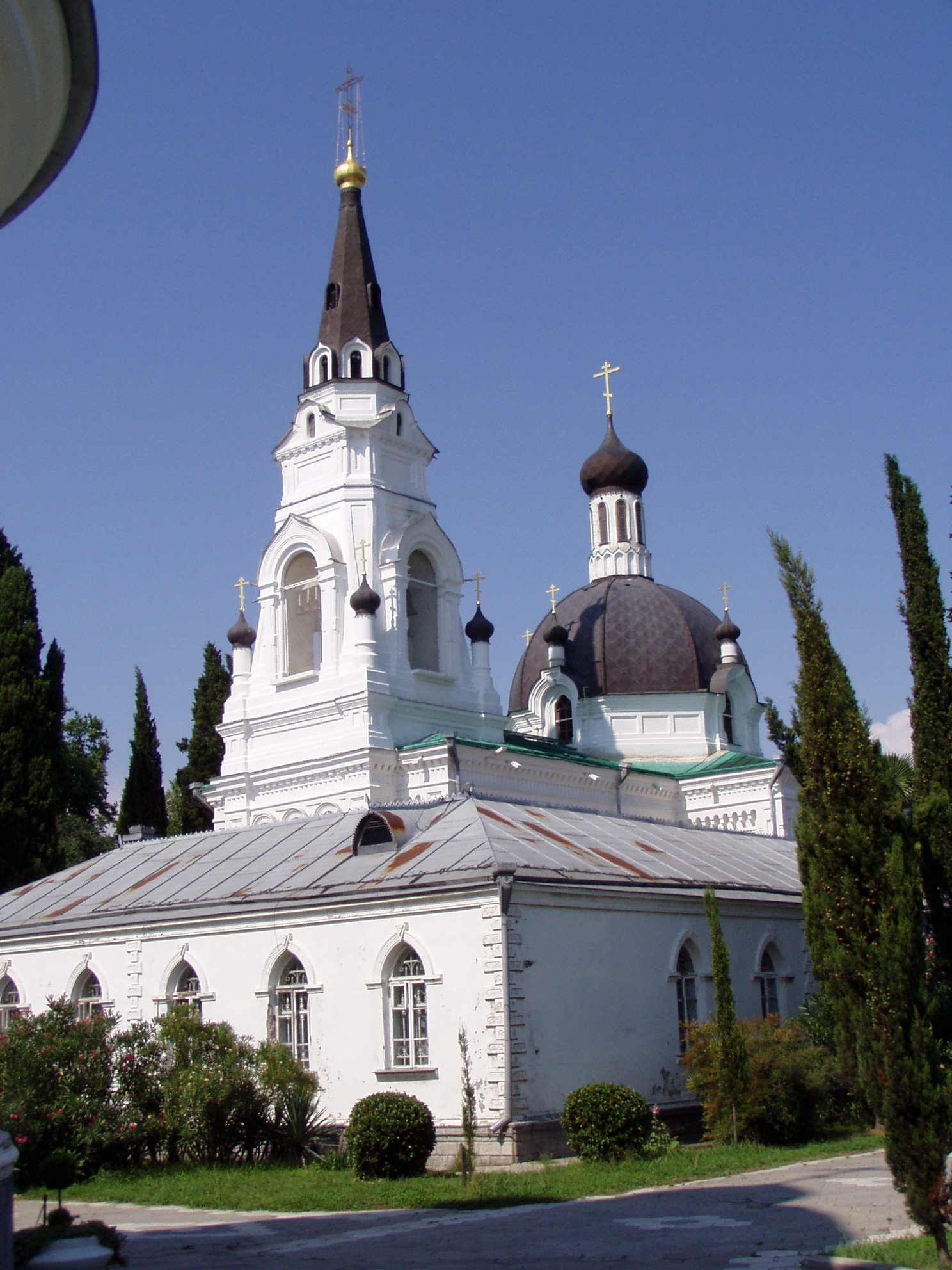
Собор Михайла-Архангела в Сочі
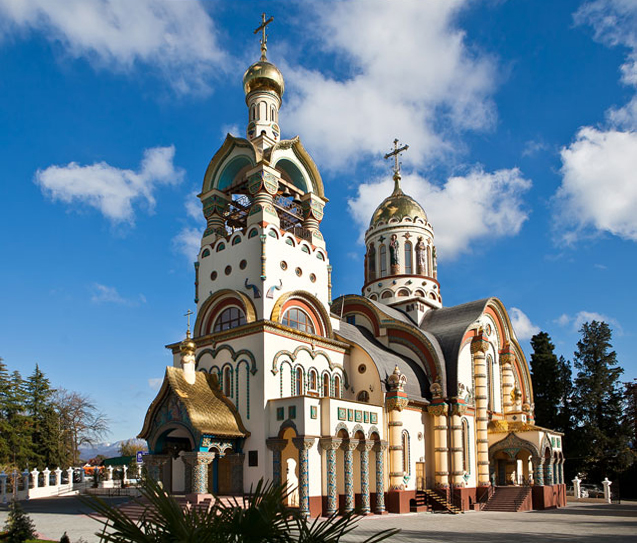
Храм Святого Володимира

2008 року рабин Сочі Ар'є Еделькопф проводив консультації з Семеном Вайнштоком з приводу будівництва в Сочі синагоги і єврейського общинного центру для жителів Чорноморського узбережжя.
Ще за часів СРСР у Сочі були досить сильні позиції баптистської громади. На теперішній час діяльність протестантів помітно активізувалася. З'явилися нові парафії: євангельських християн, адвентистів сьомого дня, Новоапостольської церкви.

## Культура та розваги
- Сочинський дельфінарій
- Сочинський океанаріум
- Сочинський цирк
- Літній театр
- Сочинський художній музей
- Етнографічний музей
- Літературно-меморіальний музей М.А.Островського
- Сочинський зал камерної і органної музики
- Зелений театр парку «Рив'єра»[11]
- Концертний зал «Фестивальний»
- Собор Михаїла Архангела (Сочі)

### Кіно і музика
У Сочі 10 кінотеатрів, зараз найбільшим і одним з найстаріших є кінотеатр «Сочі», відкритий 7 серпня 1988 року. Раніше, до зносу 2006 року, найбільшим і найстарішим був кінотеатр «Супутник», відкритий 18 серпня 1959 року.

### Бібліотеки

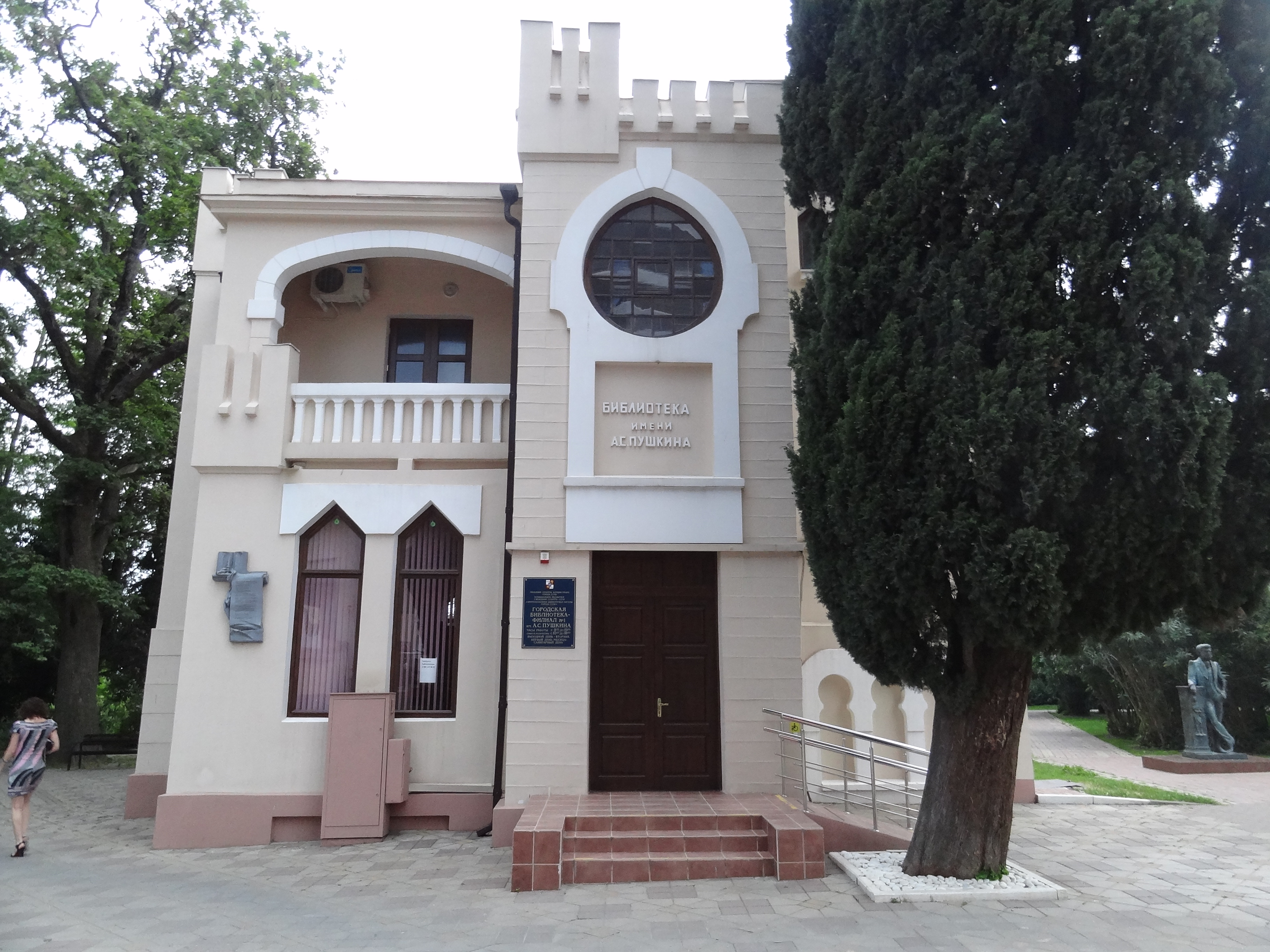
Бібліотека ім. О. С. Пушкіна

Всі бібліотеки міста — міська, районні, дитячі, юнацька і в мікрорайонах — об'єднані в Централізовану бібліотечну систему міста Сочі з направленим книжковим розподілом, регульованим Сочинським бібліотечним колектором. Основними бібліотеками міста є:
- Центральна міська бібліотека
- Бібліотека ім. О. С. Пушкіна
- Адлерська районна бібліотека
- Хостинська районна бібліотека
- Лазаревська районна бібліотека

## Освіта

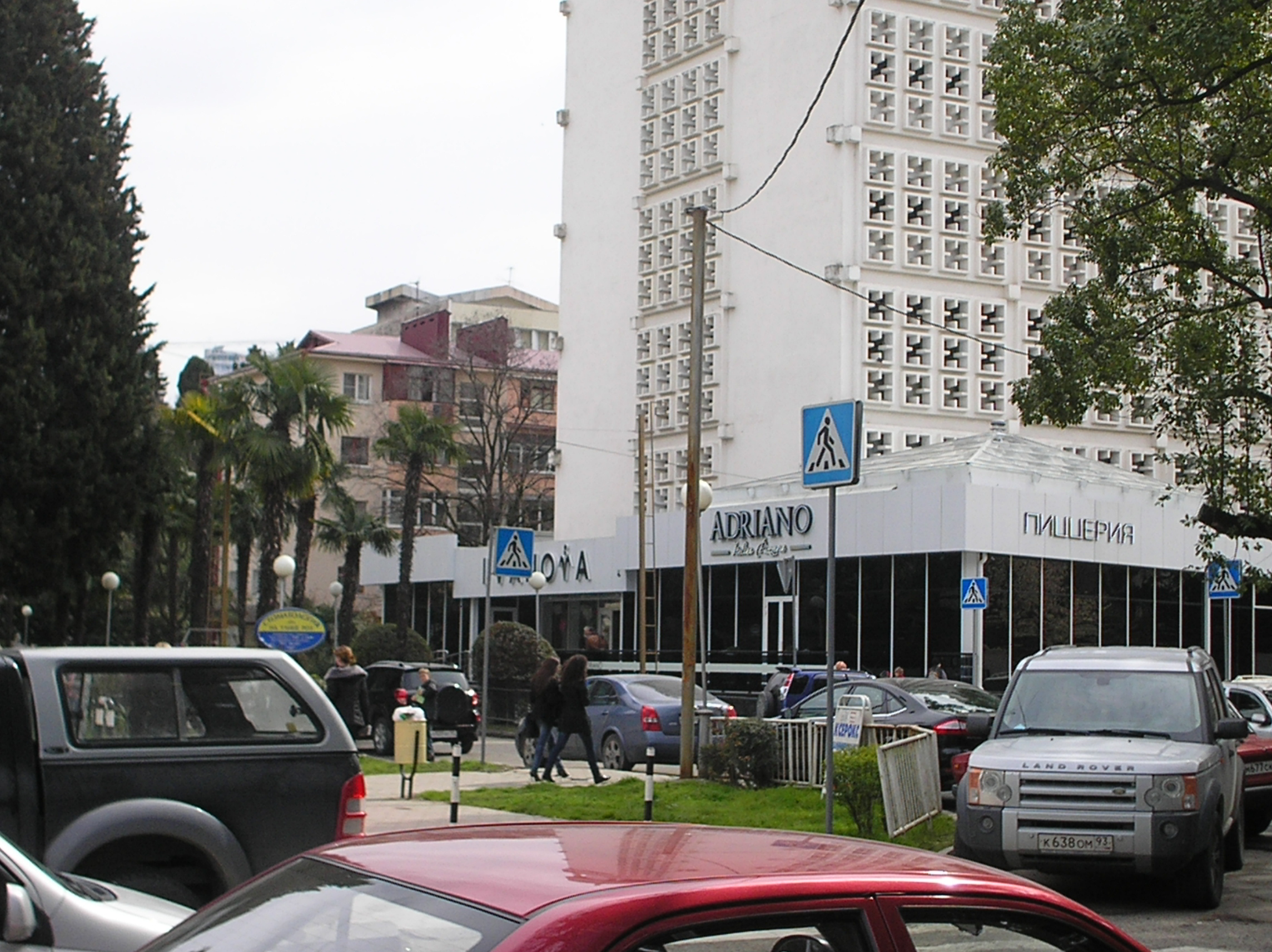
Інститут моди, бізнесу і права

У Сочі більше 70 середніх загальноосвітніх шкіл. Крім філій відомих столичних ВУЗів, у Сочі існує кілька власних Вищих навчальних закладів, що також мають федеральне значення:
- Сочинський державний університет
- Російський міжнародний олімпійський університет
- Міжнародний Інноваційний Університет
- Інститут моди, бізнесу і права (Сочі)
- Сочинський морський інститут
- Сочинська філія Російського університету дружби народів
- Сочинська філія Російського Державного Соціального університету
- Сочинський державний університет туризму і курортної справи
- Сочинський інститут Економіки та Інформаційних Технологій
- Сочинська філія Московського Нового Юридичного Інституту
- Сочинська філія Московського інституту підприємництва і права
- Сочинська філія Ростовського університету шляхів сполучення
- Сочинська філія Московського автомобільно-дорожнього державного технічного університету
- Сочинська філія Адигейського державного університету
- Сочинський інститут Російського університету дружби народів
- Сочинський Професійний ліцей № 19
- Кубанський Центр Інформаційних Технологій
- Чорноморська Державна Академія

### Наука
Сочі з географічної та кліматичної точки зору є незамінним для російської науки. Єдині в Росії субтропіки активно використовуються як база для наукових досліджень у галузі ботаніки, медицини, курортології та приморського будівництва. Крім вищих навчальних закладів, що розвивають науку, в Сочі існує ряд науково-дослідних установ всеросійського значення:
- Сочинський науково-дослідний центр РАН
- Науково-дослідний інститут медичної приматології РАМН
- Науково-дослідний інститут гірського лісівництва та екології лісу МПР РФ
- Всеросійський науково-дослідний інститут квітництва й субтропічних культур РАСГН
- Науково-дослідний центр курортології і реабілітації
- Сочинське відділення Російського географічного товариства

## Курортна база
Всього в Сочі понад 400 установ сфери туризму: 35 баз відпочинку, 16 гостьових будинків, 86 готелів, 4 будинки відпочинку, 17 здравниць, 49 готелів, 76 пансіонатів, 84 санаторії і 3 туристичні бази.
З усіх установ сфери туризму «зіркову» атестацію мають 120 засобів розміщення (готелів, пансіонатів, санаторіїв, баз відпочинку), з них «п'ять зірок» — 2, «чотири зірки» — 14, «три зірки» — 60 і «дві зірки» — 40 об'єктів. За словами губернатора Краснодарського краю О. М. Ткачова, його концепція розвитку туризму передбачає, що «в Сочі має бути найбільша кількість 5-зіркових готелів, розрахованих на іноземців і туристів з доходами вище середнього, — до 50 % від загальної кількості, інші 50 % — 4-зіркові і 3-зіркові.»

Муніципальне утворення місто-курорт Сочі
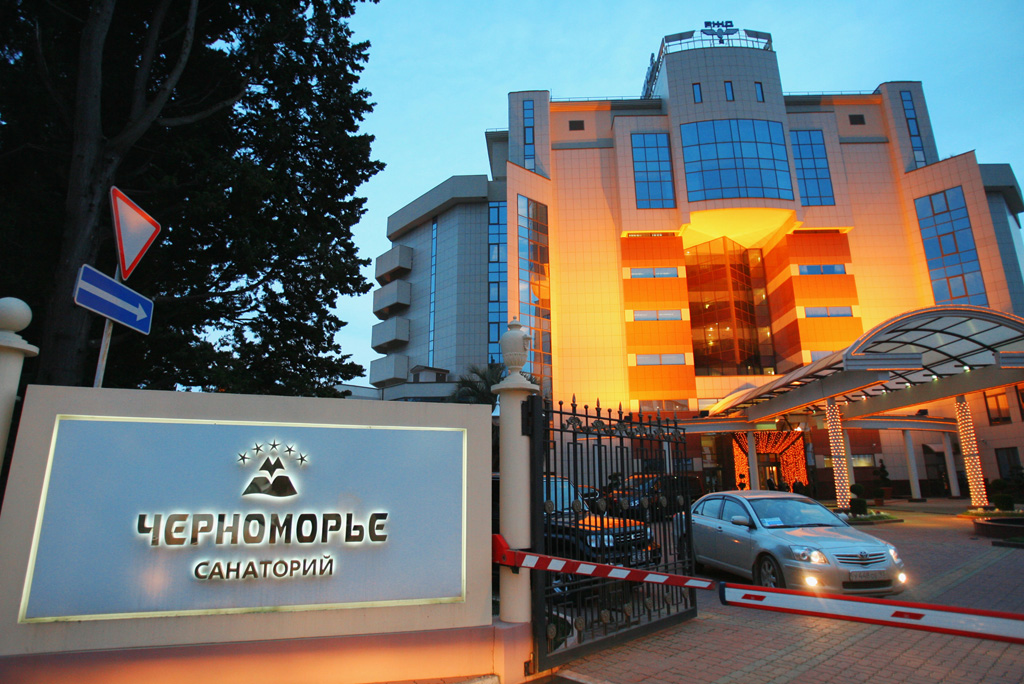
Санаторій «Чорномор'я»
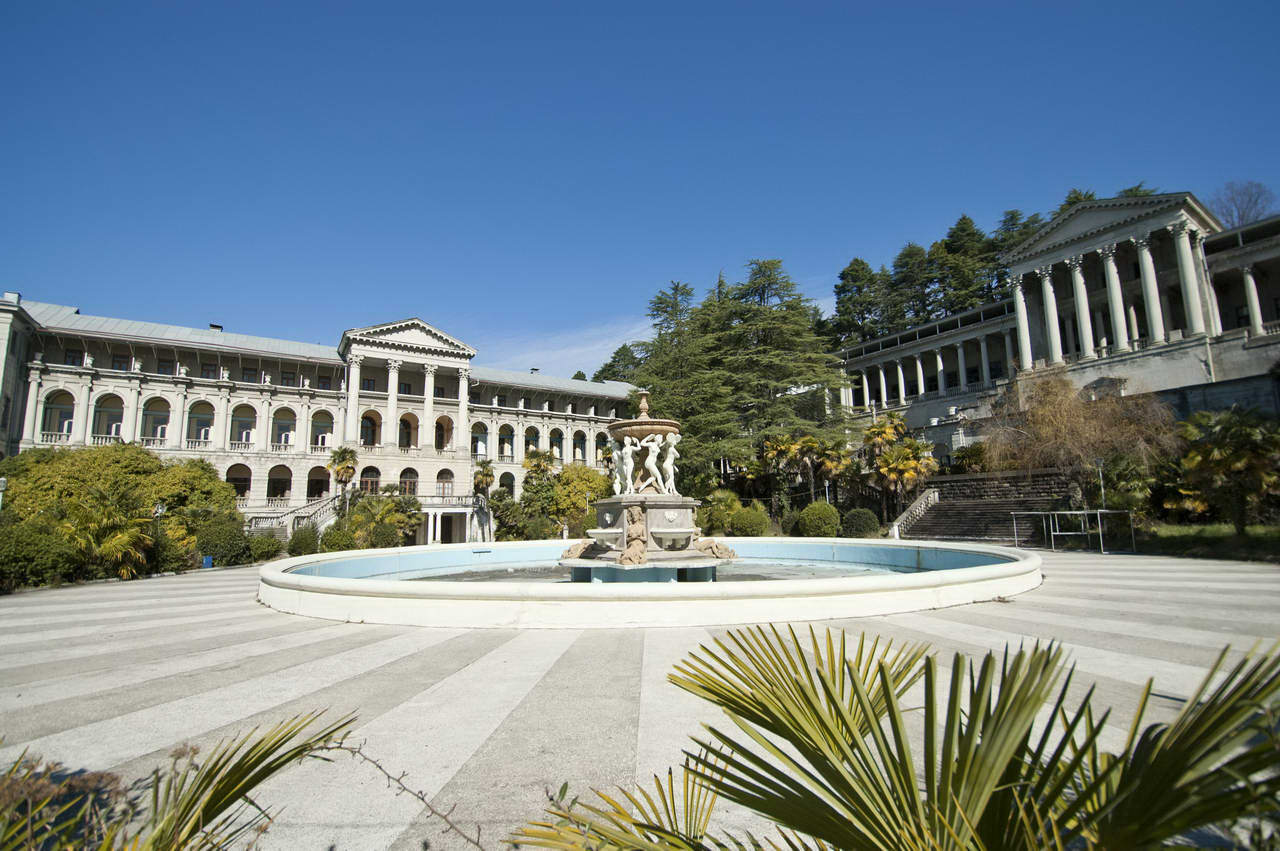
Санаторій Орджонікідзе

## Спорт у Сочі
У жовтні 2010 року був підписаний договір про проведення Гран-прі Формули-1 Росії в Сочі в 2014 році. Перша гонка F1 пройде відразу після Олімпіади 2014, поки договір підписаний до 2020 року, але надалі контракт буде пролонговано. Траса Формула-1 буде побудована в Олімпійському парку Сочі, її проект розробляє Герман Тільке.
З 22 по 28 лютого 2017 року у Сочі проходили ІІІ Зимові Всесвітні ігри військовослужбовців.
У Сочі так само досить розвинені командні професійні види спорту. Футбольний клуб «Перлина» виступав у першому дивізіоні Росії, але в підсумку через брак фінансів знявся з чемпіонату в 2011 році. а однойменний гандбольний клуб «Сочі» є бронзовим призером чемпіонату Росії (2007) та срібним призером чемпіонату Росії U-23 (2010). Так само команда має безліч титулів на регіональному рівні. ГК «Сочі» виступає у першій лізі з 2010 року.

### Олімпійські ігри
У Сочі (разом із селищем Красна Поляна, що за 39 км від Сочі) проведено Зимові Олімпійські ігри 2014. Лижний курорт Красна Поляна відкрито 2007 року. Він прийняв спортивні змагання просто неба (лижні гонки, швидкісний спуск, бобслей та ін.). У Сочі пройшли змагання в закритих приміщеннях (хокей, фігурне катання, біг на ковзанах та ін.). Велика кількість готелів та політична підтримка — головні аргументи, що дали цьому місту переваги перед іншими кандидатами. Сочі стало першим містом із субтропічним кліматом, де пройшли Зимові Олімпійські ігри.
В кінці грудня 2006 року громадські організації WWF Росії, Грінпіс Росії, Соціально-Екологічний Союз (рос. МСОЭС), Союз охорони птахів Росії, Центр охорони дикої природи та Екологічна вахта Північного Кавказу виступили проти проведення Олімпіади в Сочі. На їх думку, це напряму погрожує унікальній природі Кавказу.
Проведення олімпіади у Сочі також викликало критику з боку черкеських організацій, які домагаються визнання етнічних чисток під час Кавказької війни геноцидом та права на репатріацію для нащадків вимушених переселенців ХІХ ст. В Росії та закордоном були проведені вуличні акції з вимогою визнання геноциду; організатори та учасники акції, проведеної у Нальчику, були затримані та побиті.
Рішення про проведення в Сочі Зимових Олімпійських Ігор 2014 оголошено 5 липня 2007 року о 02:23 за київським часом.
Також в Сочі будується Російський міжнародний олімпійський університет — перший в Росії і світі університет такого типу.

## Міста-побратими
- КНР, Вейхай (кит.: 威海) (з 1996 року)
- США, Лонг-Біч (англ. Long Beach), Каліфорнія (з 1990 року)
- Франція, Ментона (фр. Menton), (з 1966 року)
- Естонія, Пярну (ест. Pärnu), (з 1994 року)
- Італія, Ріміні (італ. Rimini), (з 1977 року)
- Туреччина, Трабзон (тур. Trabzon), (з 1991 року)
- Велика Британія, Челтенхем (англ. Cheltenham), Англія (з 1959 року)
- Фінляндія, Еспоо (фін. Espoo. швед. Esbo), (з 1989 року)
- Греція, Волос (грец. Βολος. англ. Volos), (з 2007 року)

## Галерея

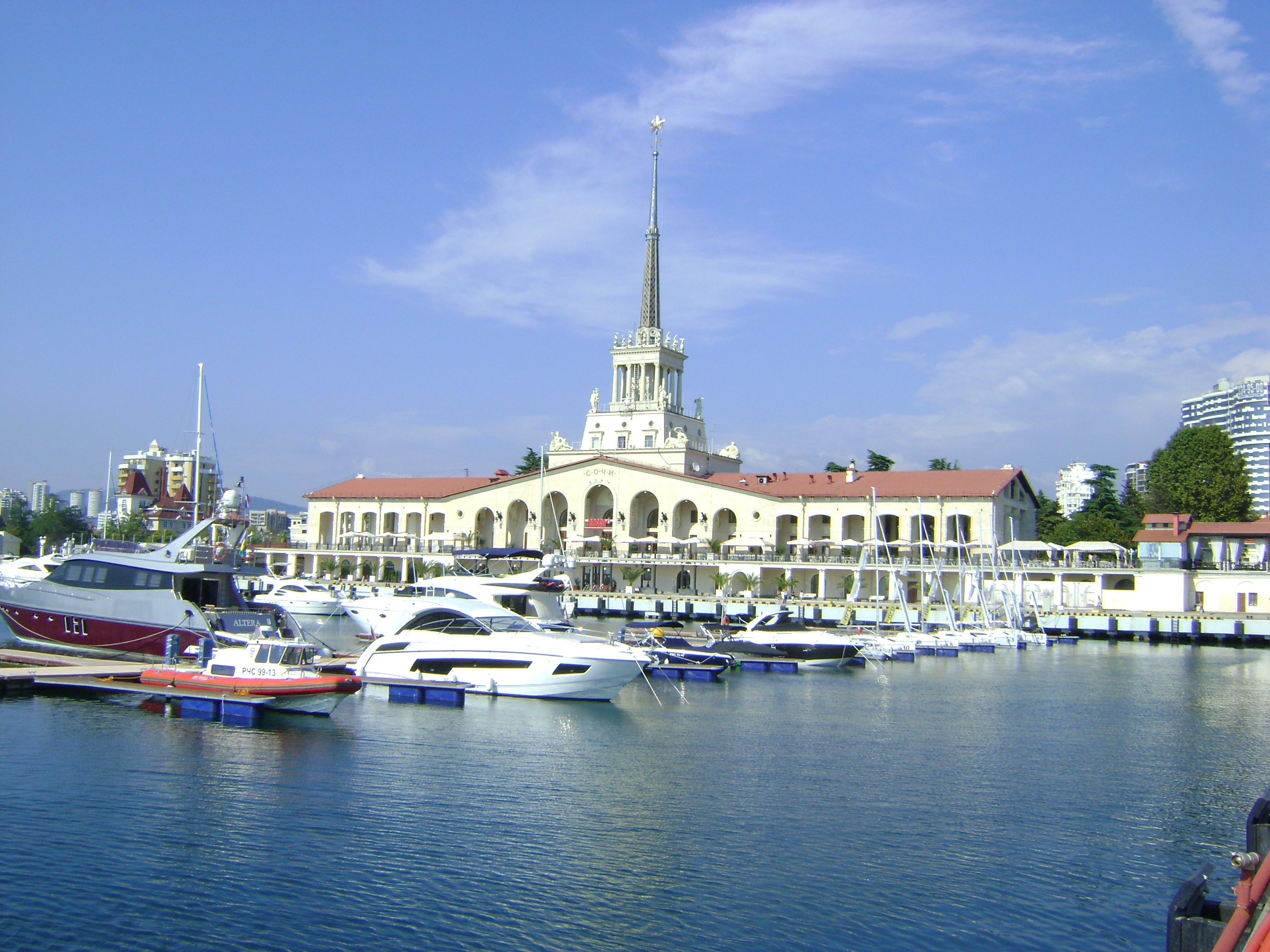
Морський вокзал — візитна картка міста
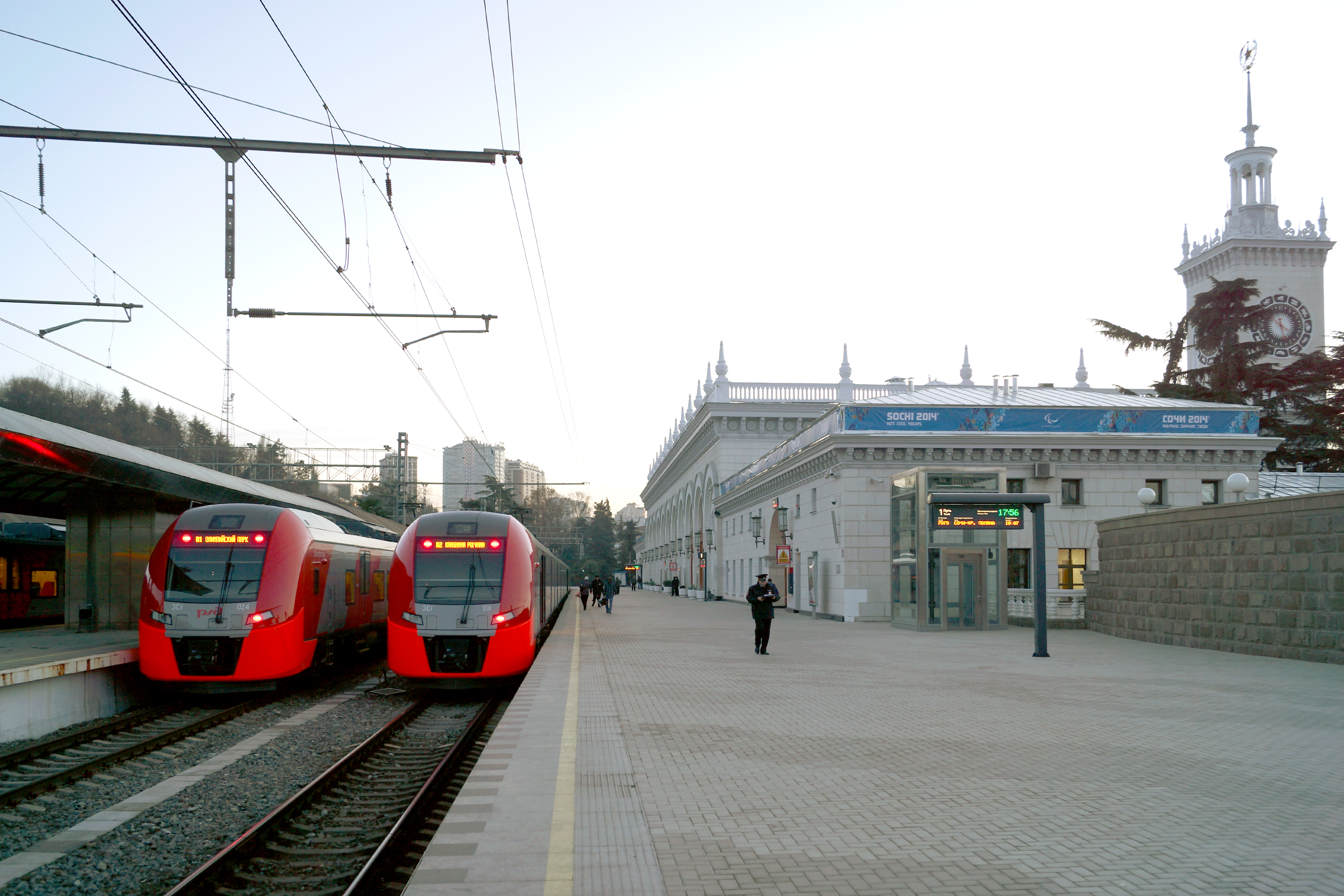
Залізничний вокзал
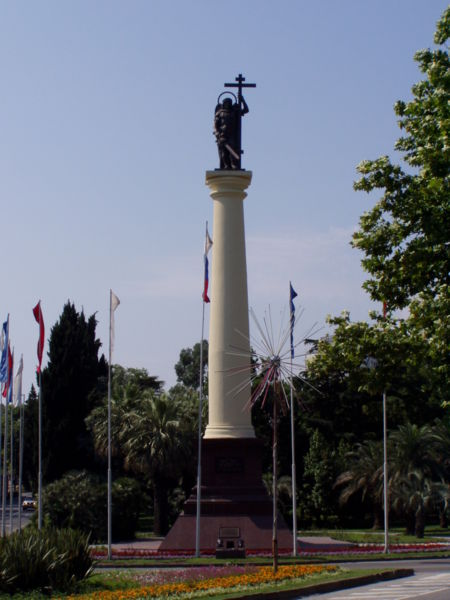
Монумент Архангела Михайла
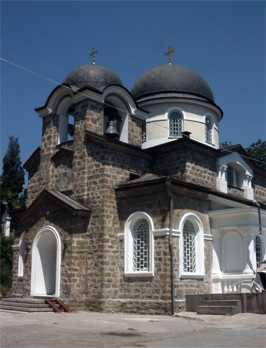
Преображенська Церква
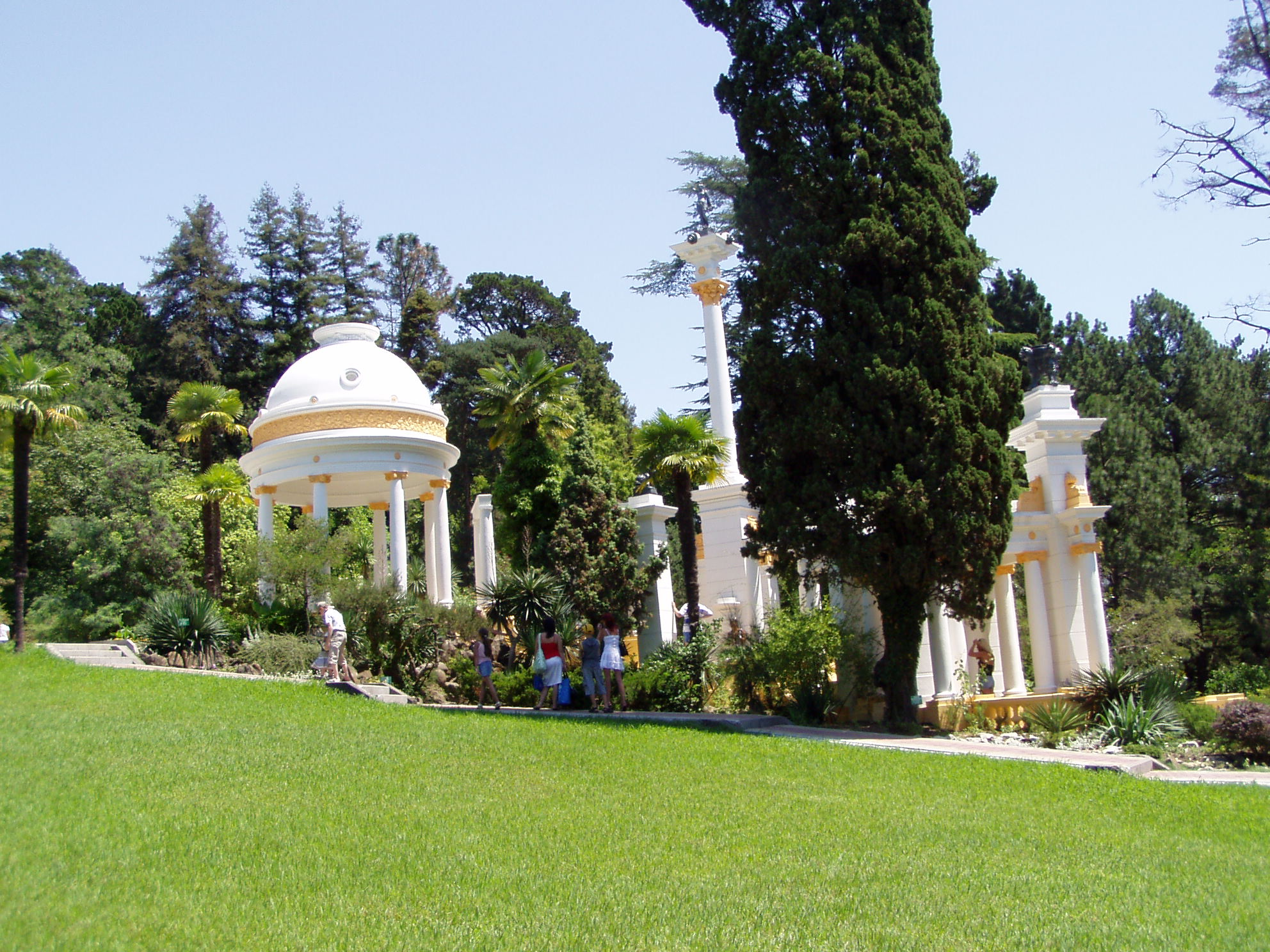
Дендропарк
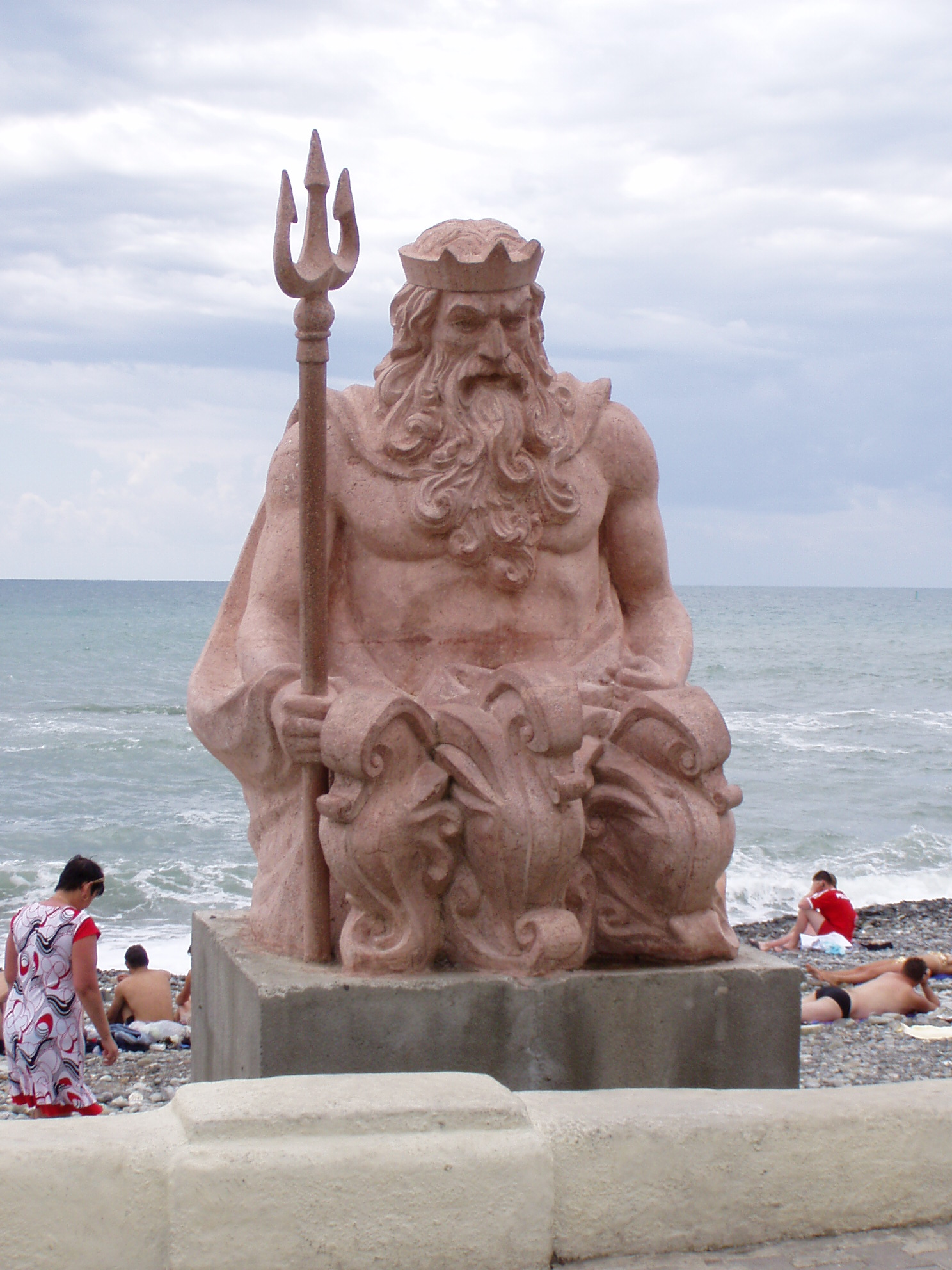
Скульптура «Нептун»
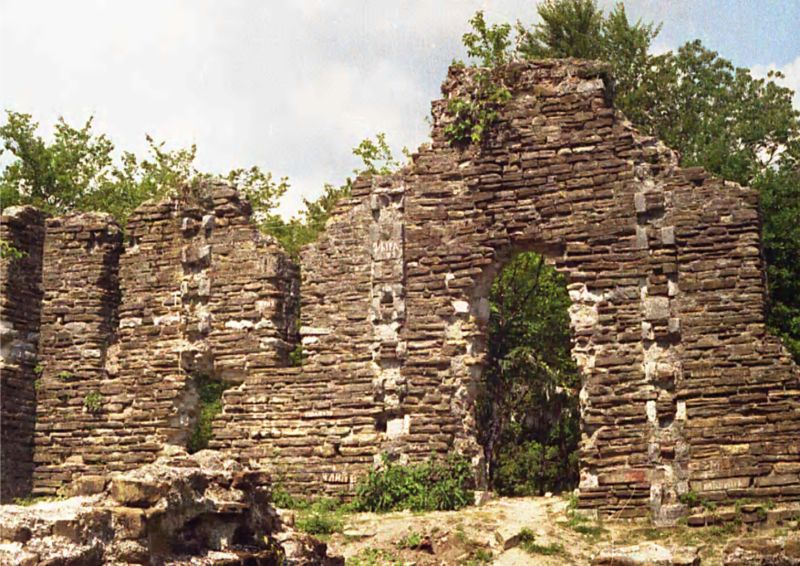
Візантійський храм в Лоо. XIV століття
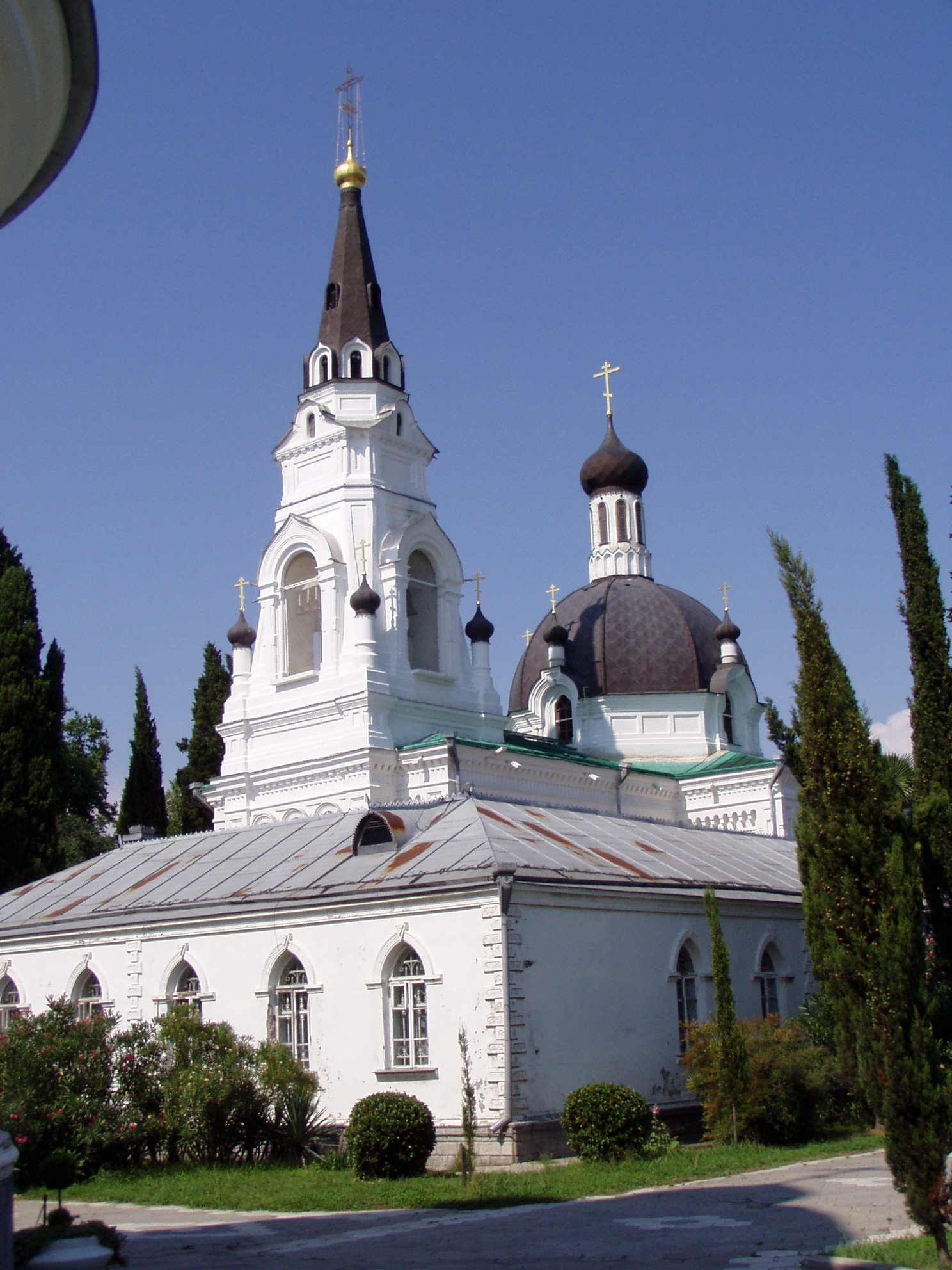
Собор Михайла-Архангела
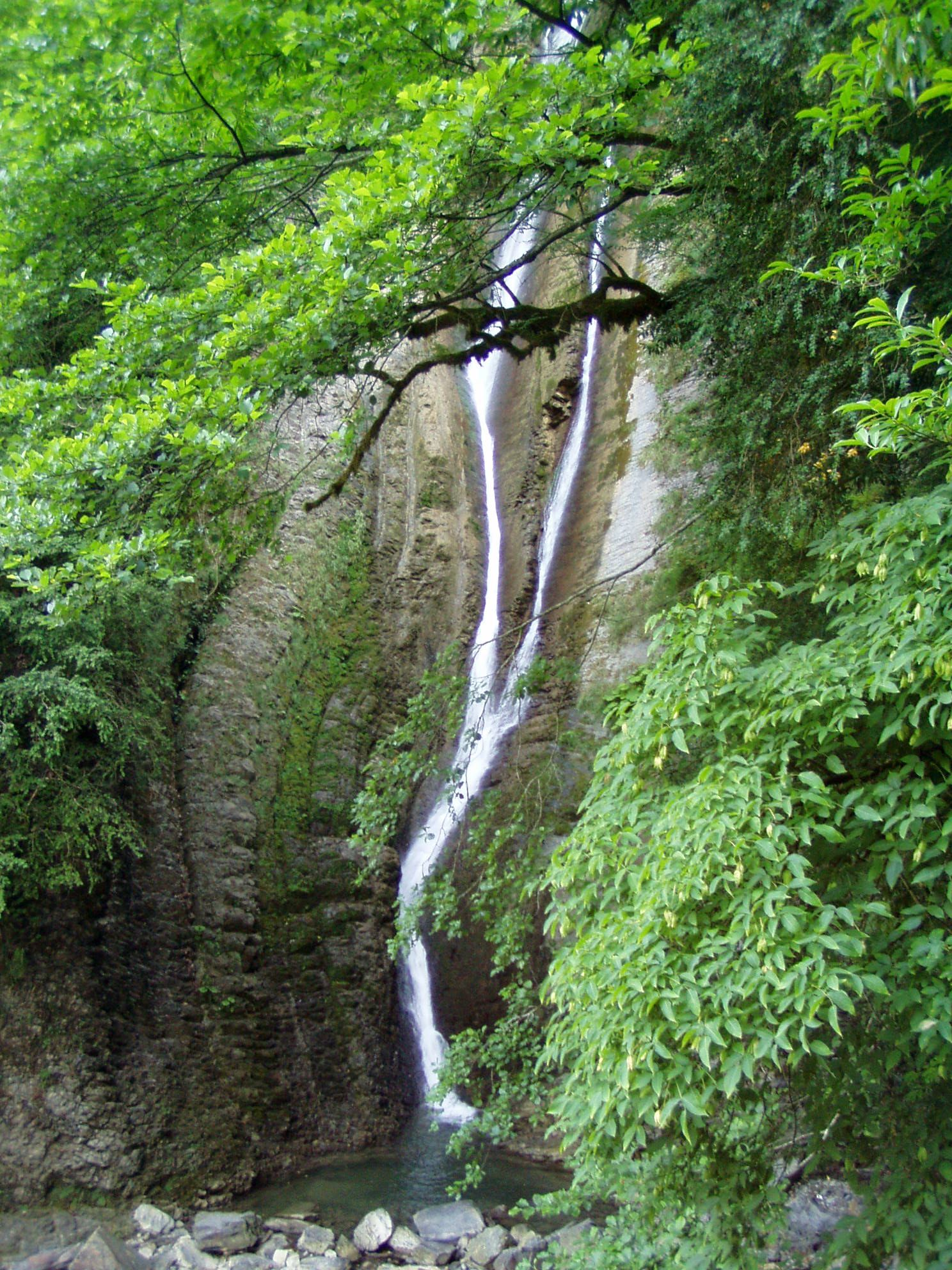
Орєховський водоспад в Сочинському національному парку
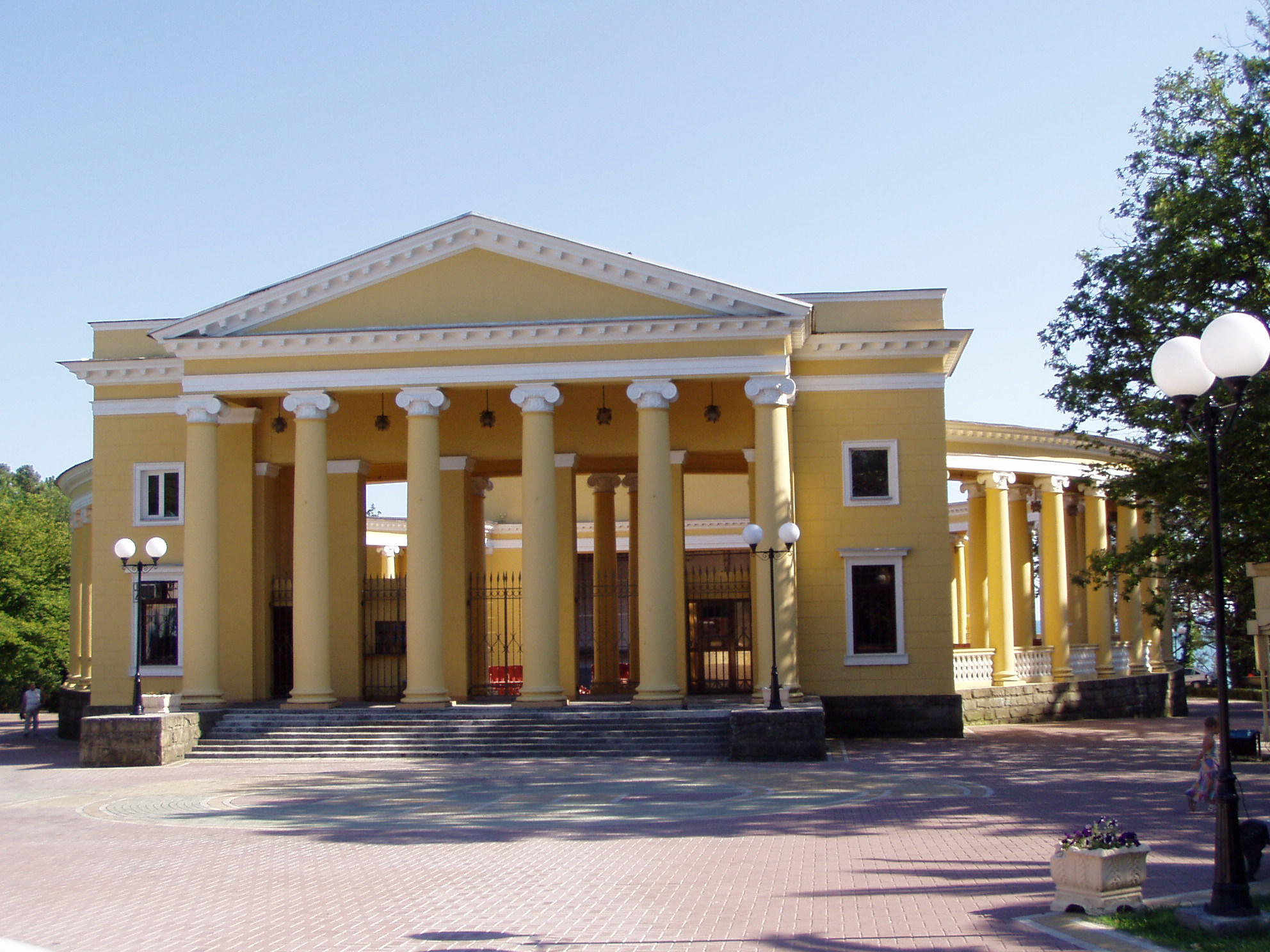
Літній Театр
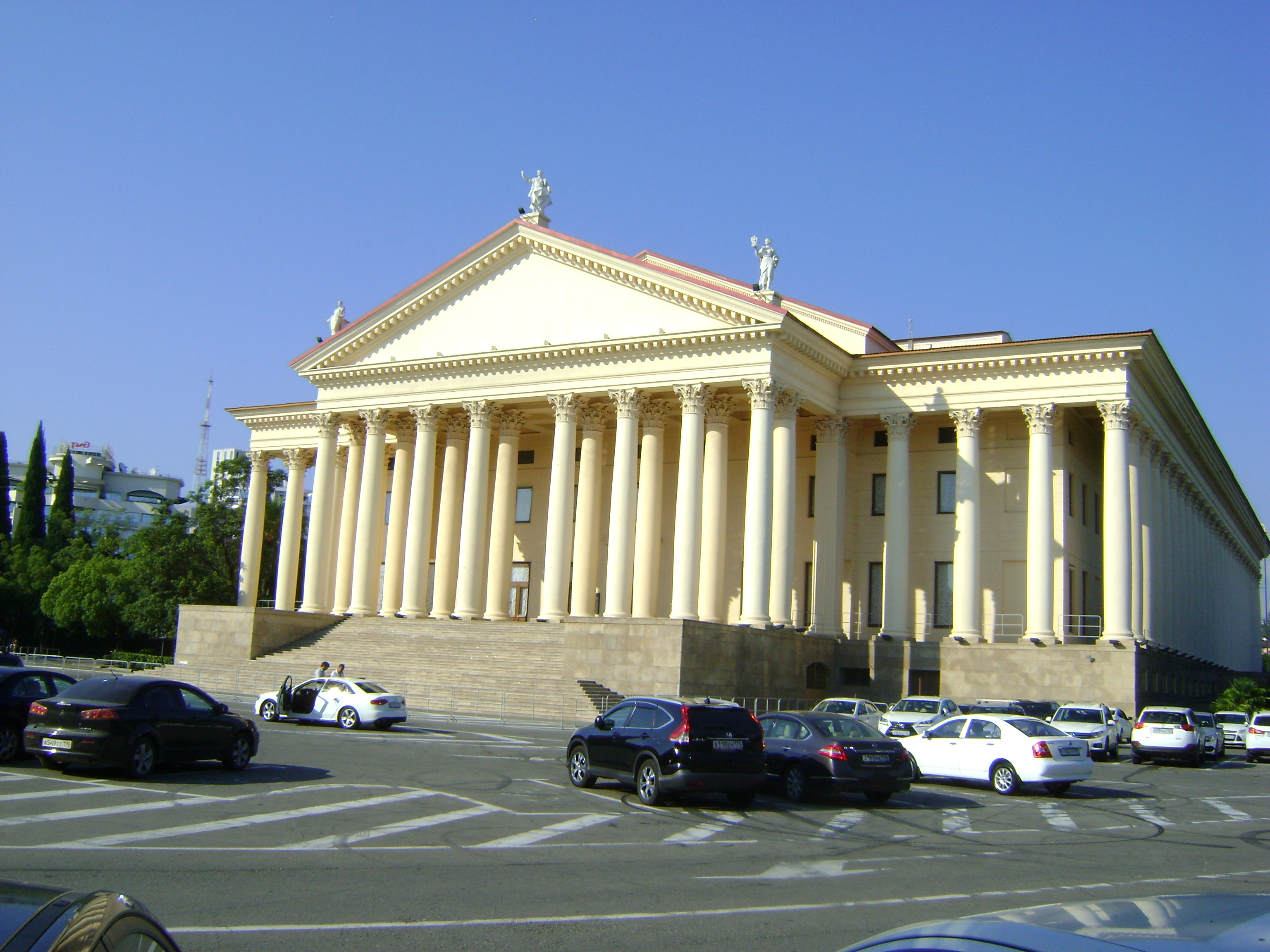
Зимовий театр
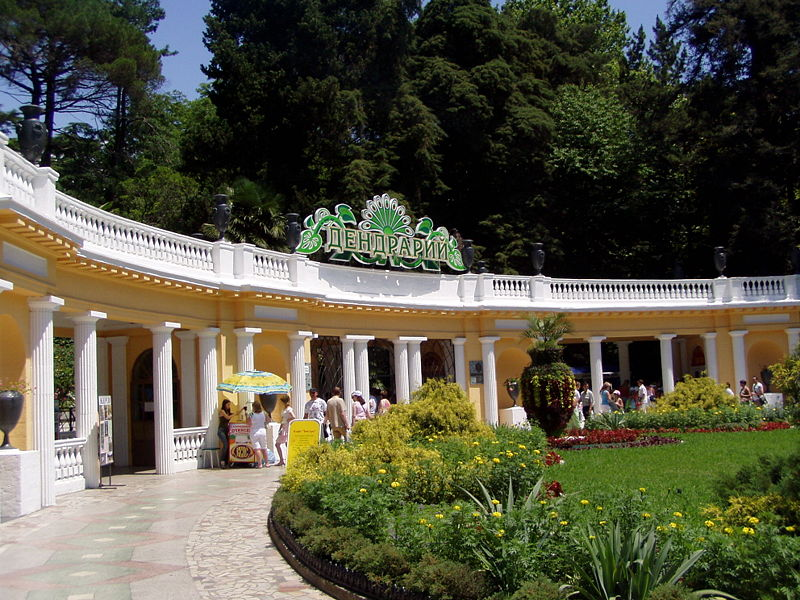
Дендраріум
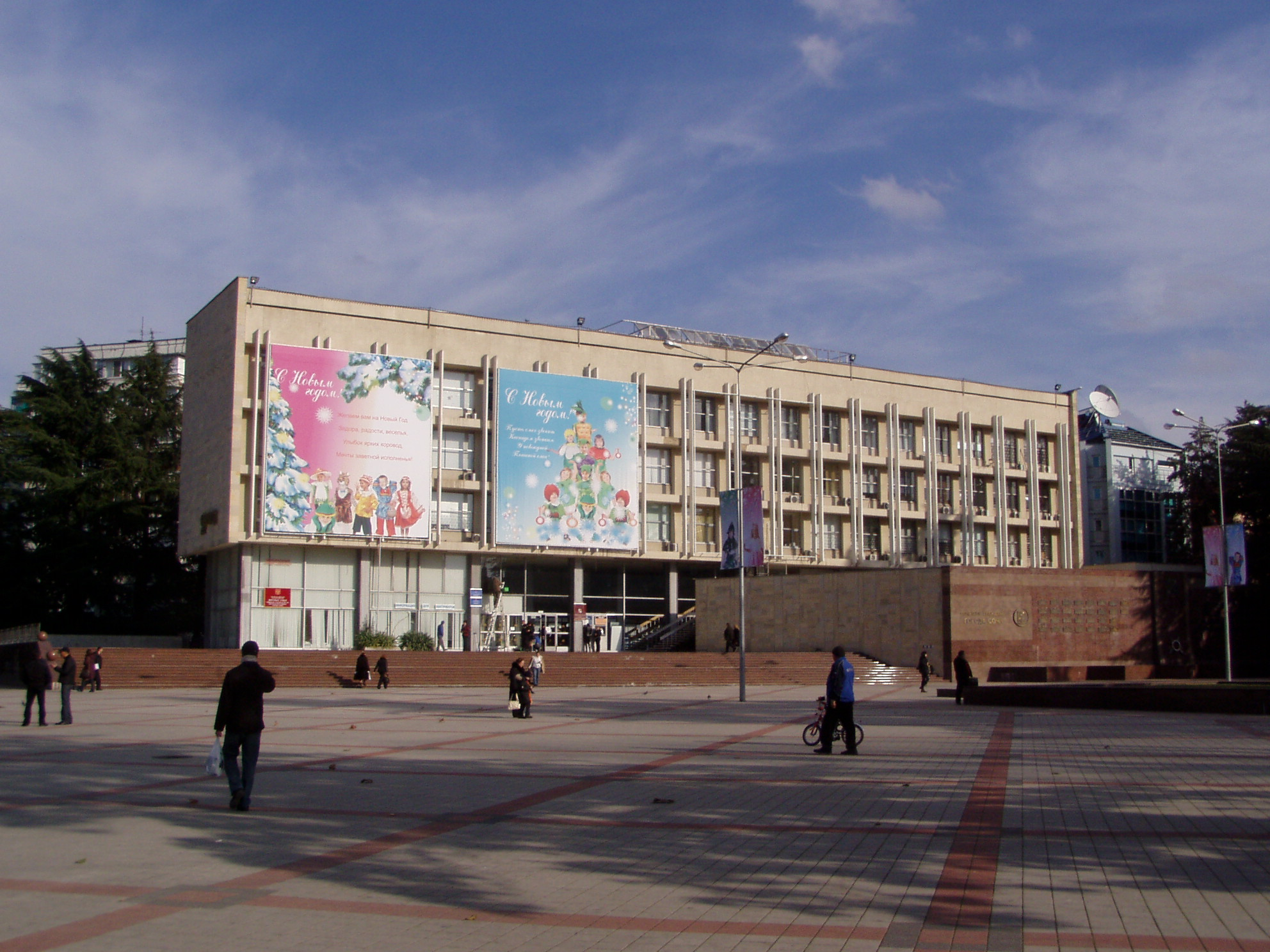
Сочинський державний університет
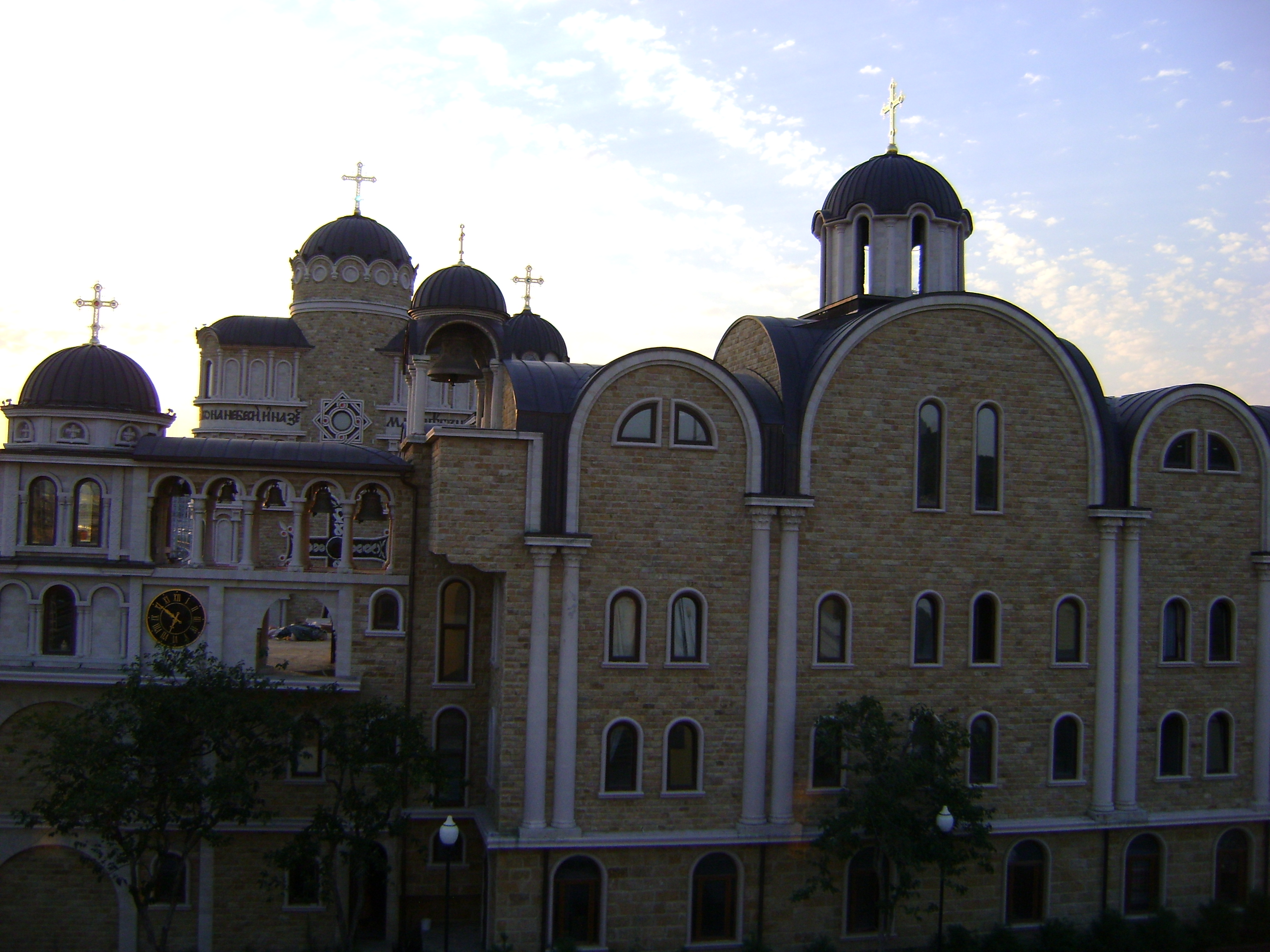
Сучасний храм біля Олімпійського парку
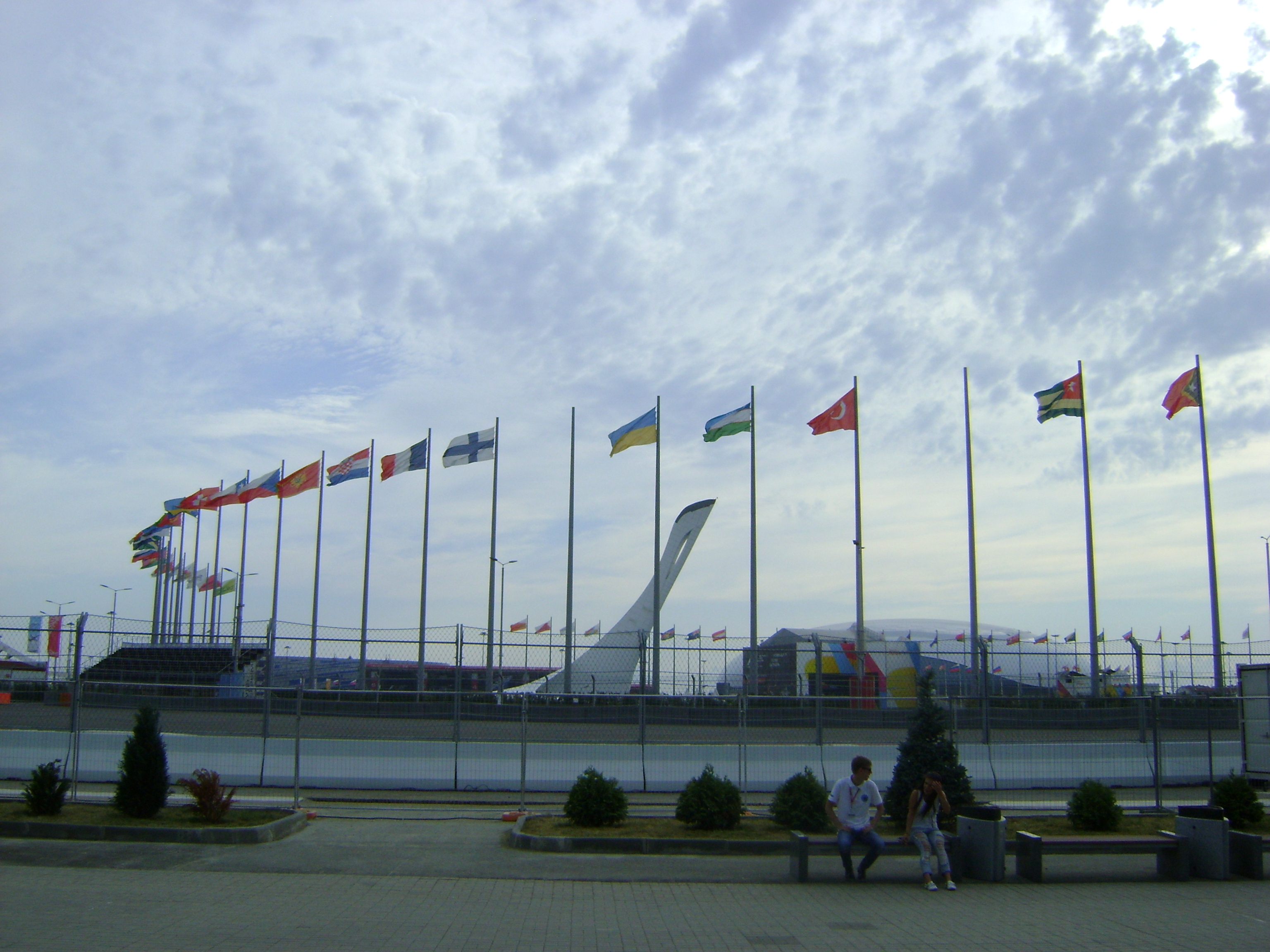
Український прапор в Сочі